# مطبخ بنمي

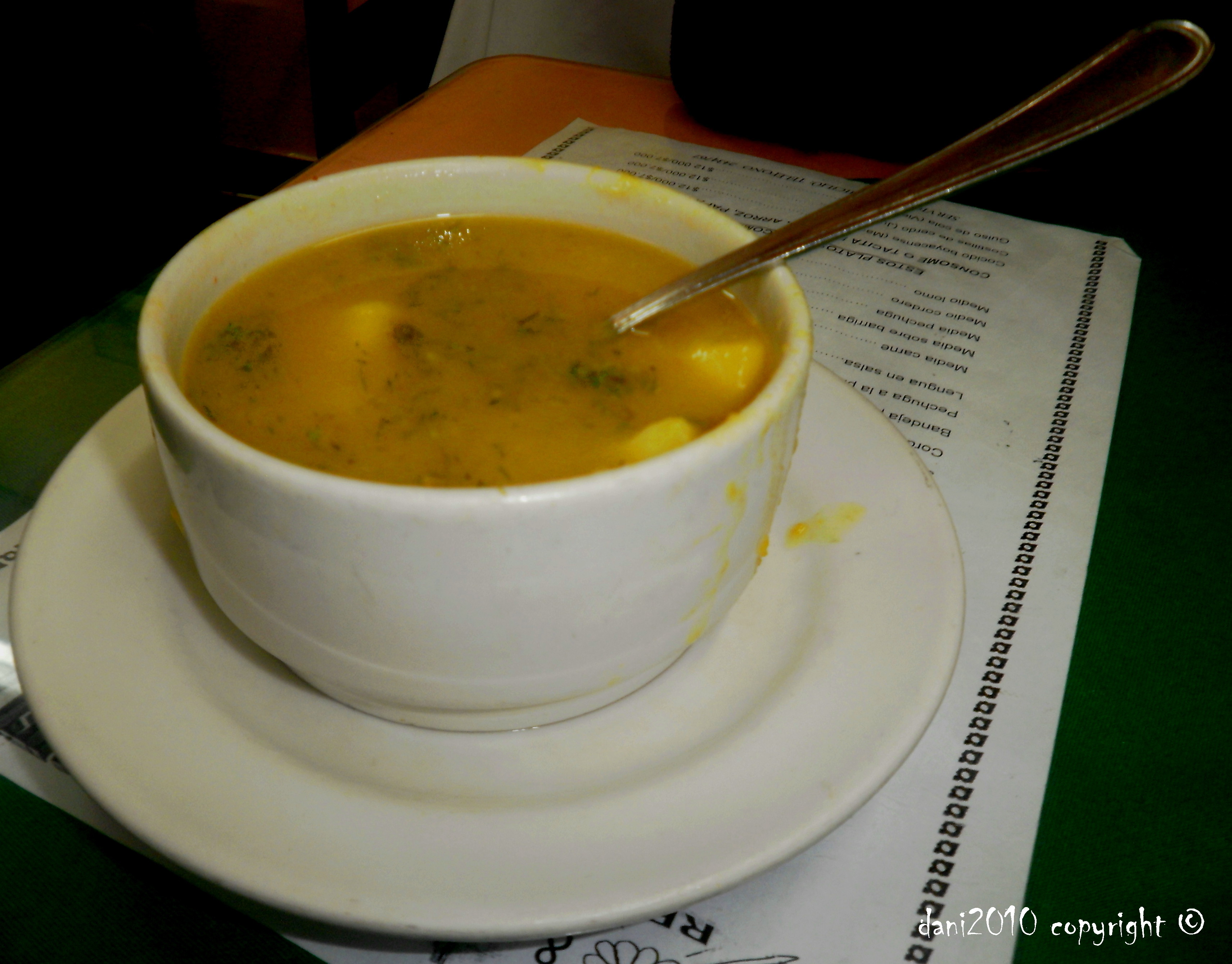
Sancocho

المطبخ البنمي هو مزيج من الأطباق الأفريقية والإسبانية والأمريكية الأصلية، مما يعكس تنوع سكانها. بما أن بنما عبارة عن جسر بري بين قارتين، فإن لديها مجموعة كبيرة ومتنوعة من الفواكه والخضراوات والأعشاب الاستوائية التي تستخدم في الطبخ المحلي. الأطباق المطبوخة في بنما، كما هو الحال في جميع بلدان أمريكا اللاتينية الأخرى، مصنوعة من الأرز واللحوم.
Sancocho هو الطبق الوطني، وهو طبق من حساء الدجاج مع الخضار والتوابل. الأطباق الرئيسية الأخرى في بنما نجد، ropa vieja، empanadas، ceviches، إلخ. أما بالنسبة للمشروبات، فهناك العديد من عصائر الفواكه من أصل بنامي مثل chihas.

## الأطباق الرئيسية
نظرًا للخلفية المتعددة الثقافات لدى البنميين، فإن العديد من أطباقه تتأثر بشكل كبير بمأكولات دول أمريكا اللاتينية الأخرى وكذلك منطقة البحر الكاريبي وكذلك الأوروبية.

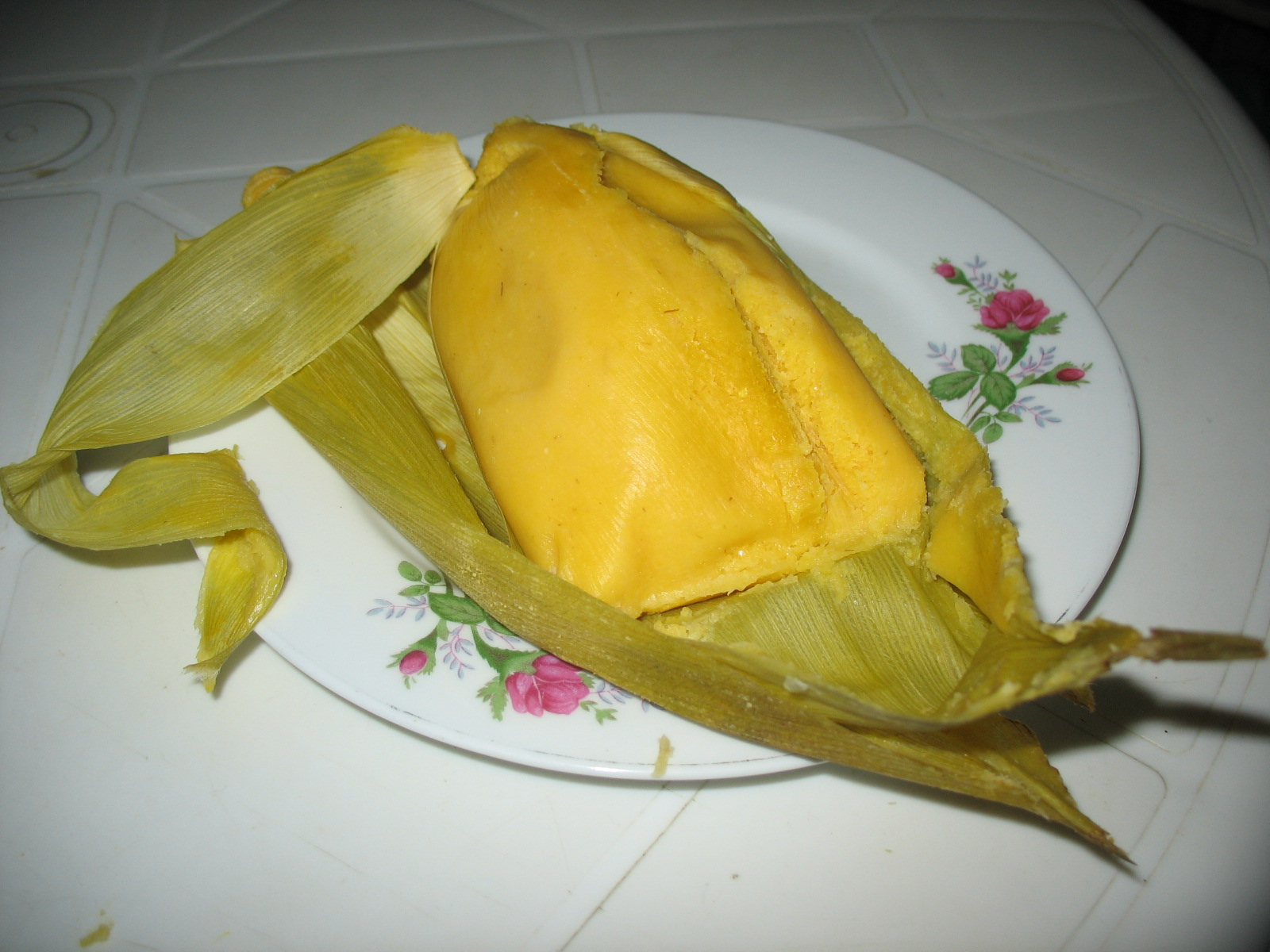
Bollo

من الوجبات الرئيسية نجد: 
- Almojábanos : فطائر ذرة

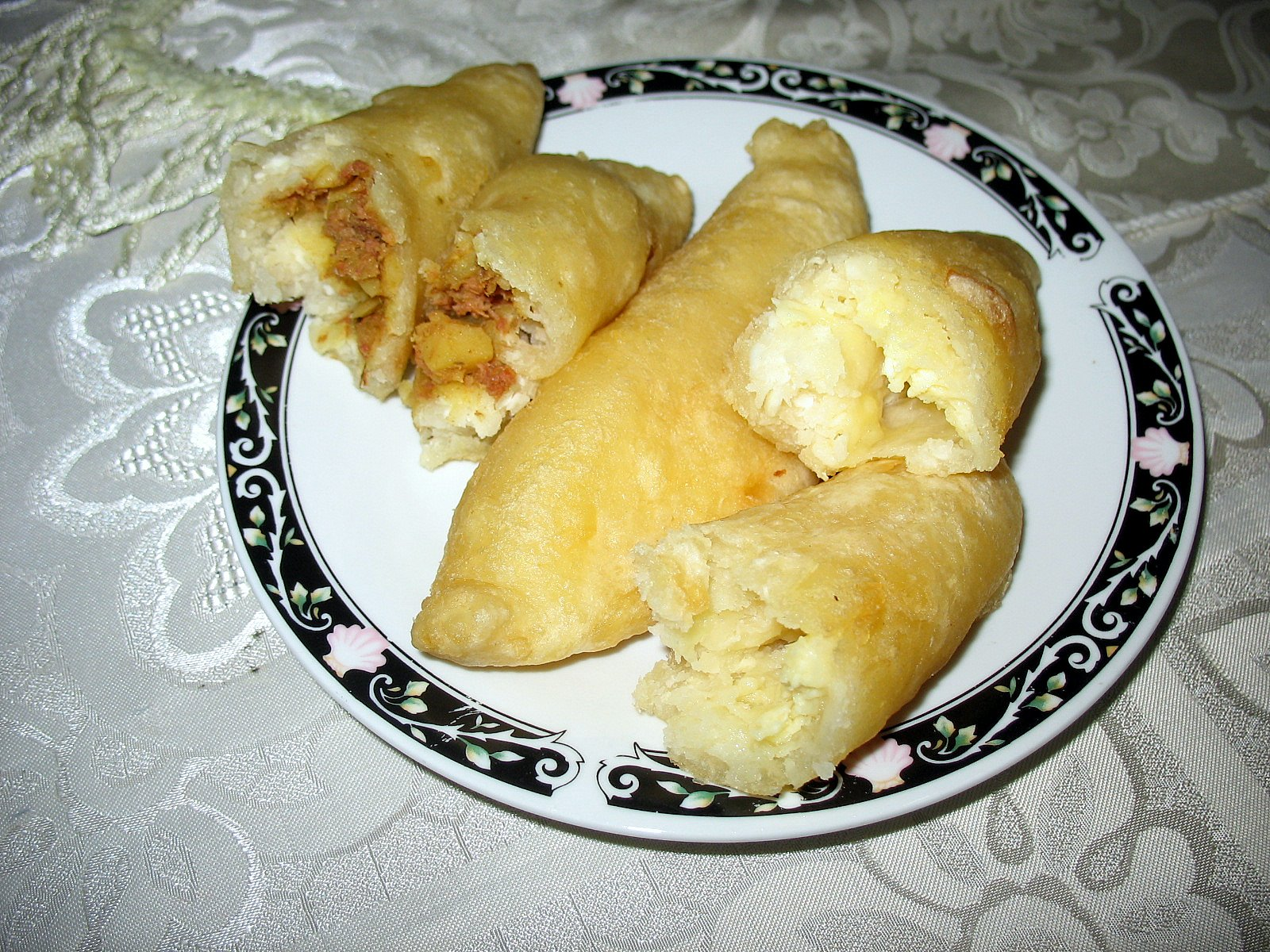
Carimañola

- Arroz con camarones y coco: هو عبارة عن طبق أرز بالروبيان وجوز الهند
- Bistec de hígado: شرائح لحم الكبد
- Bistec de hígado: شرائح لحم البقر
- Bollos: هوعبارة عن عجينة البطاطا أو الذرة ملفوفة في أوراق الذرة
- Carimañola: هو عجينة محشوة باللحم المفروم والجبن المحلي
- Empanadas: مصنوعة من طحين الذرة ومحشوة باللحم أو الخضار مع الجين، وأيضا ممكن ان تكون حشوة حلوه من مربي الفواكه المحلي
- Palm tree flower: تُعد مثل السباغيتي
- Tortillas : مصنوع من الذرة الطازجة
- Tasajo : لحم مقدد

## الحلويات
من أشهر الحلويات البنمية ونجدها بكثرة في اليوم الوطني
- Les cocadas : حلويات متكونه من جوز الهند
- Suspiros: متكون من بياض البيض والسك [2]